# Station Plaveč
Station Plaveč (Slowaaks: Železničná stanica Plaveč) is een treinstation in de Slowaakse gemeente Plaveč. In dit station is de werkzetel van de plaatselijke dienst "Verkeersleiding" gevestigd. 

## Ligging
Het station is gelegen in het noordnoordoosten van Slowakije, dicht bij de Poolse grens. Het ligt aan:
- de geëlektrificeerde lijn 188 (Košice – Prešov – Muszyna) (Polen),
- de niet-geëlektrificeerde lijn 185 (Poprad-Tatry – Plaveč).

Het is noordoostelijk gelegen ten opzichte van de gemeente, op een afstand van ongeveer 1,5 kilometer. Het is bereikbaar via de straten "Lipová Alej" en/of "Zelezničiarska", "Staničná" of de verkeersweg 3155.

## Geschiedenis
Het treinverkeer op het traject Prešov – Plaveč – Orlov (ten noorden van Plaveč) (in de richting Polen) (lijn 188) begon op 1 mei 1873. Pas in 1966 begon het verkeer op het traject Podolínec – Plaveč van lijn 185.
In het herstructureringsplan voor de Slowaakse spoorwegen van februari 2011 waren een aantal verbindingen en treinen bedreigd, zowel voor binnenverkeer als grensoverschrijdend verkeer. In 2016 keurde de Poolse regering een investering goed om de grensoverschrijdende verbinding met Slowakije en de Hoge Tatra te verbeteren. Op het Poolse grondgebied moest (op de betrokken spoorlijn)  het verkeer verbeteren in de richting Muszyna en Plaveč. Op het Slowaakse grondgebied daarentegen werden door de Slowaakse spoorwegen geen investering voorzien voor de verbinding Plaveč – Poprad.

## Lijnen

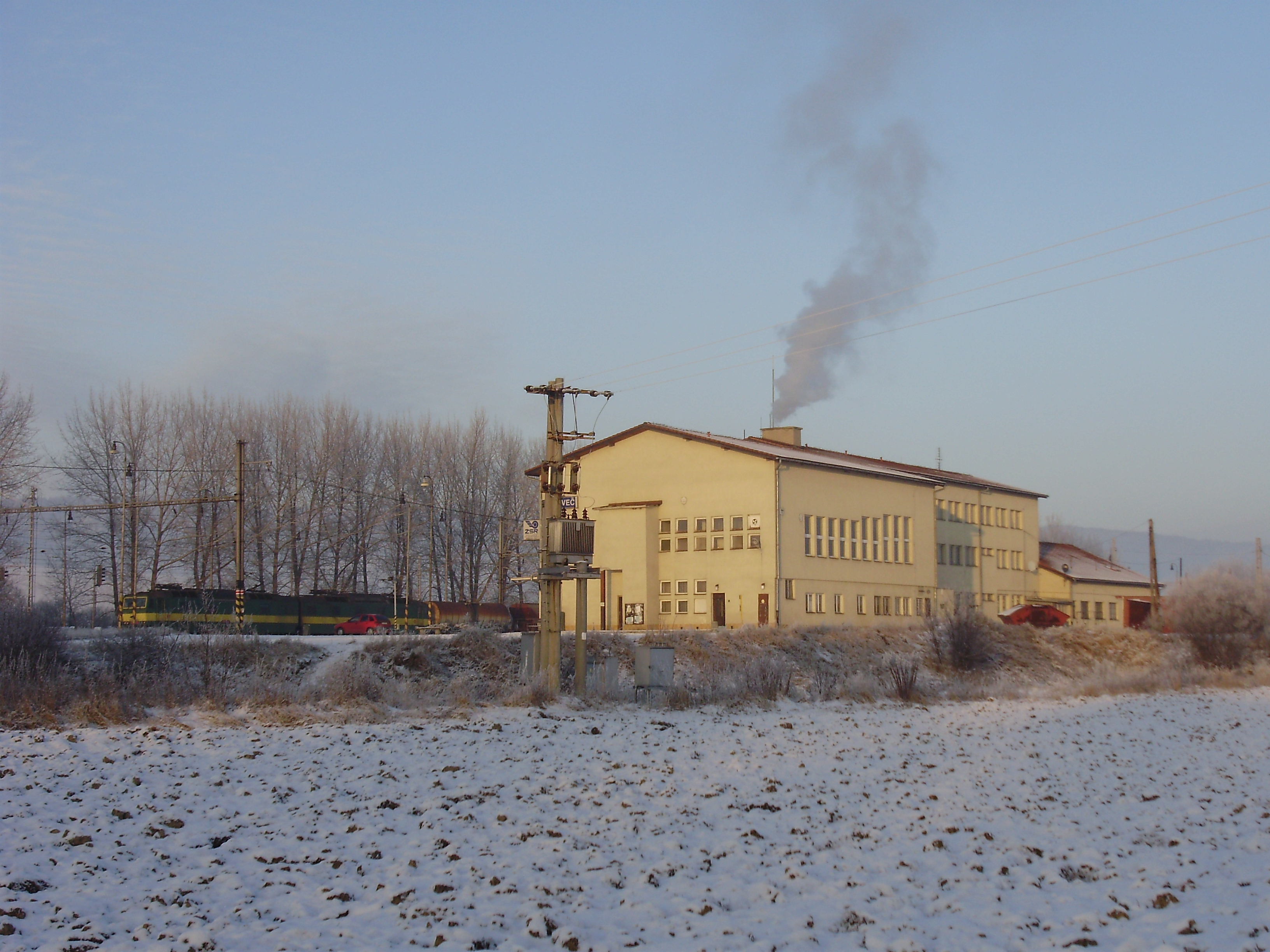
Zicht op het station (december 2011)

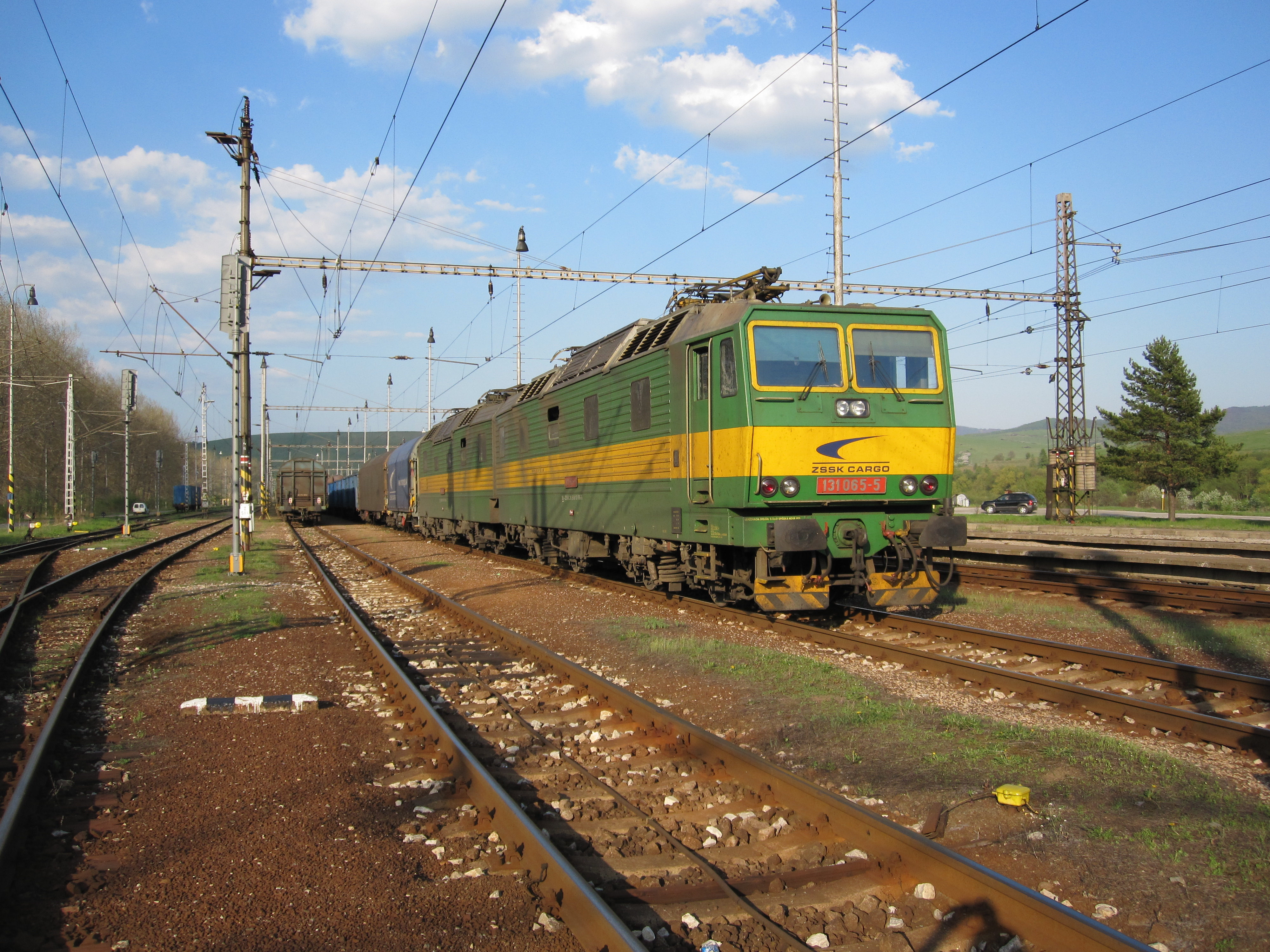
Zicht op de sporen

- Lijn 185 (Poprad-Tatry – Plaveč)
- Lijn 188 (Košice – Prešov – Muszyna) (Polen)

## Treindienst
De dienstregeling van begin januari 2025 toont in station Plaveč een beperkt aantal passagierstreinen.
Dit aantal varieert, afhankelijk van de weekdag, de bestemming en de reisrichting.
Voor de verbindingen uit en naar Stará Ľubovňa, Poprad, Košice en Muszyna toont de dienstregeling op vrijdag, zaterdag en zondag één tot drie treinen per dag en per richting, eventueel met overstap.
Zie de externe link "Dienstregeling Slowaakse Spoorwegen".

## Dienstverlening
In het begin van januari 2025 is er geen loket met personeel voorzien.